# FC Bordeauxboys
FC Bordeauxboys is een Nederlandse zaalvoetbalclub uit Ede, opgericht in januari 2023. De club speelt in de Eerste Divisie en heeft zich in korte tijd ontwikkeld tot een succesvolle en ambitieuze naam in het Nederlandse futsal. Naast sportieve prestaties heeft de club ook een belangrijke maatschappelijke rol, met als doel jongeren uit Ede via sport te ondersteunen en kansen te bieden. De thuiswedstrijden worden gespeeld in de Van der Knaaphal.

## Geschiedenis
De club begon als een initiatief om zaalvoetbal toegankelijk te maken voor jongeren in Ede. In het eerste jaar groeide de club snel, met meer dan 150 leden. Met deze sterke basis wist FC Bordeauxboys al snel de topklasse te domineren en promoveerde het naar de Eerste Divisie. De nadruk op zowel sportieve als sociale doelen heeft bijgedragen aan het succes en de bekendheid van de club.

## Sportieve prestaties
Sinds de oprichting heeft FC Bordeauxboys indrukwekkende resultaten behaald. In het debuutseizoen in de Eerste Divisie wist de club meerdere overwinningen te behalen. De ambities van de club reiken verder, met als doel een plek in de Eredivisie.

## Maatschappelijke rol
FC Bordeauxboys is meer dan alleen een sportclub. Het dient als platform voor jongeren in kwetsbare wijken om via sport te werken aan persoonlijke ontwikkeling, samenwerking en talentontplooiing. De club heeft een sterke verbinding met de lokale gemeenschap en wil bijdragen aan een positieve sociale impact in Ede.

## Toekomst
De club streeft naar verdere groei, zowel op sportief als maatschappelijk gebied. Het doel is niet alleen de Eredivisie te bereiken, maar ook meer jongeren aan te trekken en nieuwe maatschappelijke projecten te ontwikkelen die bijdragen aan de sociale cohesie in de regio.